# Liste der Brücken über die Untere Havel-Wasserstraße
Die Liste der Brücken über die Untere Havel-Wasserstraße, amtliches Kürzel UHW, führt vorhandene und ehemalige Brücken über die Untere Havel-Wasserstraße auf. Die gut 148 Kilometer lange Bundeswasserstraße liegt in den deutschen Bundesländern Berlin, Brandenburg und Sachsen-Anhalt.

## Aufbau der Brückenlisten
Aufgenommen sind nur die in den Quellen (Literatur und Weblinks) dokumentierten Brücken. Mit einbezogen wurden auch Brücken über Nebenwasserstraßen bzw. Nebengewässer, die aber rechtlich zur UHW gehören bzw. der besseren Erläuterung dienen. Die Nummerierung (Spalte 1) und Kilometrierung (Spalte 2) erfolgt auf dem Hauptgewässer UHW von der Spreemündung in Berlin-Spandau am Beginn der Spree-Oder-Wasserstraße und endet mit dem Erreichen der Elbe bei Havelberg. Die Nummerierung und Kilometrierung folgt den Angaben der Schifffahrtskarten. Ehemalige bzw. nicht nummerierte Brücken sind unter dem Großbuchstaben X gelistet. In der Spalte 3 sind die meisten Brücken im Bild dokumentiert. Die Spalte 4 enthält die Brückennamen, wobei namenlose Brücken in Klammern und ehemalige Brücken kursiv gesetzt sind. Darunter sind die Orte beziehungsweise Ortsteile angegeben, in denen oder in deren Nähe sie sich befinden. In der Textspalte „Anmerkungen“ werden, falls bekannt, in Kurzform Hinweise zu den Brücken gegeben. Die sechste und letzte Spalte verlinkt die Koordinaten der Bauwerke.

## Die Brücken

### Havel von der Spreemündung bis Pichelsdorfer Gmünd
| Nummer | km   | Fotografie                        | Name der Brücke / Ort          | Anmerkungen | Lage   |
| ------ | ---- | --------------------------------- | ------------------------------ | --- | ------ |
| 1      | 0,09 | Die Charlottenbrücke im Jahr 2009 | Charlottenbrücke Spandau       | Die stählerne Stabbogenbrücke führt den Straßenzug Charlotten-/Stresowstraße über die Havel. Sie wurde zwischen 1926 und 1929 erbaut und ersetzte die mehrteilige Bogenbrücke aus dem Jahr 1886 (oberes Bild). Weitere Bilder bei Commons | Karten |
| 2      | 0,40 |                                   | Havelbrücke Spandau            | Die Eisenbahnbrücke wurde beim Bau des Bahnhofs Berlin-Spandau und beim Ausbau der Schnellfahrstrecke Hannover–Berlin 1998 nach einem Entwurf von Schlaich Bergermann und Partner als Gevoutete Balkenbrücken errichtet und ersetzte die vorherige Fachwerkbrücke der Berlin-Hamburger Bahn.                                                                                         | Karten |
| 3      | 0,50 |                                   | Dischingerbrücke Spandau       | Die Dischingerbrücke führt über die Havel in Berlin-Spandau. Gebaut wurde sie 1956 und benannt nach Franz Dischinger. | Karten |
| 4      | 1,50 |                                   | Schulenburgbrücke Wilhelmstadt | Die Schulenburgbrücke ist eine stählerne Fachwerk-Bogenbrücke über die Havel im Bezirk Spandau. Sie verbindet die Schulenburgstraße und Weißenburger Straße. Die denkmalgeschützte Brücke wurde zwischen 1907 und 1909 erbaut. | Karten |
| 5      | 2,95 | Behelfsbrücke November 2014       | Freybrücke Wilhelmstadt        | Die alte Freybrücke war eine Stahl-Bogenbrücke über die 60 Meter breite Havel und den Havelseenweg im Ortsteil Wilhelmstadt. Die denkmalgeschützte Brücke aus den Jahren 1908/1909 ist Teil der Heerstraße (Bundesstraße 2/5) und verbindet Pichelsdorf mit dem Pichelswerder. Die bisherige Brücke wurde abgebrochen und durch einen Neubau ersetzt. Siehe Hauptartikel: Freybrücke | Karten |

### Potsdamer Havel
Die Untere Havel-Wasserstraße teilt sich am Kilometer 16,31. Die Potsdamer Havel beginnt am Südende des Jungfernsees an der Glienicker Brücke mit dem Kilometer 28,61. Sie gehört rechtlich zur UHW. Über die Potsdamer Havel und deren Seitengewässer führen insgesamt 20 Brücken.

### Sacrow-Paretzer Kanal
Der Sacrow-Paretzer Kanal beginnt bei km 20,11 der UHW und verbindet die Havel an der Stadtgrenze von Berlin/Potsdam (Jungfernsee) mit der Havel östlich von Ketzin. Bei km 32,59 endet der Kanal am Göttinsee bei Paretz und erreicht dort wieder die Havel. Über den Kanal führen vier Brücken. Zusätzlich wird die Nedlitzer Nordbrücke über einen alten Verbindungsarm des Jungfernsees zum Weißen See erwähnt. In der Zeit von 1876 bis 1903 musste die Schifffahrt diese alte Fahrt mit der Nedlitzer Nordbrücke nutzen.
| Nummer | km    | Fotografie | Name der Brücke / Ort                                                                                 | Anmerkungen | Lage   |
| ------ | ----- | --- | --- | --- | ------ |
| 6      | 20,34 | Alte Nedlitzer Südbrücke (2009) · Die Neue Nedlitzer Südbrücke (2016)                                                               | Nedlitzer Südbrücke, auch Friedensbrücke genannt Neu Fahrland / Potsdam                               | Das obere Bild zeigt die stählerne Fachwerkbrücke, erbaut in der Nachkriegszeit, das untere Bild die alte und die etwas nach Westen versetzte auf neuer Trasse gebaute neue Brücke kurz vor der Verkehrsfreigabe und dem Abrissbeginn der alten Brücke. Über die Brücke führt die Bundesstraße 2, Tschudistraße / Nedlitzer Straße. | Karten |
| X      | 20,80 | Nedlitzer Brücke um 1790 · Nedlitzer Nordbrücke etwa zwischen 1928 und 1944                                                         | Alte Brücke (um 1790) Nedlitzer Nordbrücke, (ehemals Persiusbrücke ca. 1930er) Neu Fahrland / Potsdam | Eine erste hölzerne Brücke wurde 1682 auf der wichtigen Straße nach der Stadt Spandau erbaut. Davor befand sich an dieser Stelle eine Fähre mit dem Fährgut Nadolice (Nedlitz). Bildlich dargestellt wird diese Holzbrücke mit Zollhaus um 1790 das erste Mal. Die darauf folgende massive Nordbrücke war eine Bogenbrücke, die in den Jahren 1853/54 über den alten Havelarm zwischen dem Lehnitzsee und dem Weißen See erbaut wurde. Die Brücke wurde 2001, obwohl denkmalgeschützt, abgerissen. Die neue Brücke entstand 2002/03 als zweistegige Plattenbalkenbrücke. Die Gesamtlänge beträgt 52 Meter. Über die Brücke führt die Bundesstraße 2 als Tschudistraße. | Karten |
| 7      | 25,46 | Straßenbrücke Marquardt B 273 (2007) · Fortschritt der Bauarbeiten an der Behelfsbrücke am 2. September 2013                        | Straßenbrücke Marquardt Potsdam                                                                       | Die Bundesstraße 273 quert den Sacrow-Paretzer Kanal, führt östlich am Potsdamer Ortsteil Marquardt vorbei und danach über den Berliner Eisenbahn-Außenring. Das obere Bild zeigt die Brücke aus den 1960ern. Die 1965/66 erbaute Spannbetonbrücke entstand nach dem sogenannten Ortbeton-Freivorbau als zweizelliger Hohlkasten. Der Durchlaufträger hatte die Stützweiten von 20 m/60 m/20 m mit einer oberen Nutzbreite von 11 Meter. Sie wurde inzwischen abgerissen. Das untere Bild zeigt die temporäre Behelfsbrücke. Eine neue Stabbogenbrücke aus Stahl mit einer Verbundplatte ist zurzeit (Frühjahr 2016) im Rahmen des Verkehrsprojekte Deutsche Einheit im Bau. Eine Einweihung der Brücke wurde bisher mehrfach verschoben. Die neue Brücke erhielt zusätzlich einen einseitig angeordneten Geh- und Radweg. | Karten |
| 8      | 25,90 | Eisenbahnbrücke bei Marquardt zwischen 1928 und 1944 · Eisenbahnbrücke bei Marquardt                                                | Eisenbahnbrücke Marquardt Marquardt (Potsdam)                                                         | Über die Eisenbahnbrücke Marquardt führt der Berliner Außenring zwischen den Bahnhöfen Marquardt und Bornim | Karten |
| 9      | 28,48 | Autobahnbrücke (BAB 10) über den Sacrow-Paretzer-Kanal bei Uetz. · Autobahnbrücke (BAB 10) über den Sacrow-Paretzer-Kanal bei Uetz. | Autobahnbrücke Uetz, BAB 10 Uetz-Paaren Potsdam                                                       | Mit dem Bau der Autobahn rund um Berlin Ende der 1920er Jahre entstand ein Stahlfachwerkbrücke über den Kanal. Sie wurde am Ende des Zweiten Weltkrieges gesprengt und in der Nachkriegszeit durch eine Holzbrücke mit Stahlträgern ersetzt. Bis Mitte der 1980er Jahre befanden sich im Kanalbett Holzpfeiler die eine Behinderung der Schifffahrt auf dieser viel befahrenen Wasserstraße darstellten. Die Mitte der 1980er Jahre erbaute Stahlbrücke führt die Bundesautobahn 10, westlicher Berliner Ring, über den Kanal. Bei Ausbauarbeiten des Kanals im Frühjahr 2015 wurden große Teile der zerstörten Brücke am Grund des Gewässers gefunden und geborgen. | Karten |

### Havelkanal
Der Havelkanal (HvK) ist eine Bundeswasserstraße im Bundesland Brandenburg und beginnt bei km 0,41 zwischen Nieder Neuendorf und Hennigsdorf an der Havel (km 10,30 der Havel-Oder-Wasserstraße) und endet bei km 34,59 bei Paretz in der Nähe von Ketzin wiederum an der Havel (km 32,27 der Unteren Havel-Wasserstraße).

### Stadtgebiet Brandenburg an der Havel
Die Havel als Teil der UHW fließt durch das Stadtgebiet von Brandenburg an der Havel und zerteilt sich in verschiedene Arme und Nebengewässer. In den Jahrhunderten wurden zahlreiche Brücken über diese Gewässer gebaut. Dämme und Brücken verbinden die historischen Stadtkerne. Im Oberwasser der Vorstadtschleuse Brandenburg zweigt die Stadthavel mit dem Stadtkanal ab:

#### Brandenburger Stadtkanal
Der Brandenburger Stadtkanal (BrK) einschließlich der Brandenburger Stadthavel gehört zu einem alten, etwa 4,3 Kilometer langen Havelarm im Stadtgebiet. Er zweigt am Kilometer 54,30 des Hauptfahrwassers UHW nach Südwesten und später nach Westen ab und trifft unterhalb der Luckenberger Brücke auf die Brandenburger Niederhavel. Unmittelbar westlich neben der Steintorbrücke am Kilometer 57,95 befindet sich die Stadtschleuse Brandenburg. Über den Stadtkanal führen fünf Brücken. Dieser Havelarm wird aufgrund der niedrigen Brücken und der geringen Schleusenabmessungen nur von kleineren Sportbooten genutzt. Bei Mittelwasser am Oberpegel der Vorstadtschleuse Brandenburg beträgt die maximale Durchfahrtshöhe der Steintorbrücke nur 2,80 Meter.
| Nummer | km    | Fotografie                                                      | Name der Brücke / Ort                                 | Anmerkungen | Lage   |
| ------ | ----- | --------------------------------------------------------------- | ----------------------------------------------------- | --- | ------ |
| 1      | 57,11 | Die St.-Annen-Brücke                                            | St.-Annen-Brücke Brandenburg an der Havel             | Die Straßenbrücke verbindet die Potsdamer Straße mit der St.-Annen-Straße über den Stadtkanal. | Karten |
| 2      | 57,42 | Fußgängerbrücke                                                 | (Fußgängerbrücke Stadtkanal) Brandenburg an der Havel | Fußgängerbrücke von der Kirchhofstraße zur Sankt-Annen-Promenade über den Stadtkanal. | Karten |
| 3      | 57,82 | Steintorbrücke                                                  | Steintorbrücke Brandenburg an der Havel               | Die Brücke verbindet die Steinstraße mit der Jacobstraße, der historischen Ausfallstraße nach Südwesten der Brandenburger Neustadt. Diese mittelalterliche Heerstraße führte über Ziesar nach Magdeburg. Unmittelbar an der Brücke steht der Steintorturm. | Karten |
| 4      | 58,36 | Die Kanalbrücke                                                 | Kanalbrücke Brandenburg an der Havel                  | Die erste Brücke über den Kanal an dieser Stelle wurde 1890–91 im Zuge des Baus der Bauhofstraße und der Neuendorfer Vorstadt errichtet. 1927–28 wurde die Brücke erneuert. Die heutige Balkenbrücke aus Beton führt die Bauhofstraße über den Stadtkanal. | Karten |
| 5      | 58,48 | Fußgängerbrücke vor der Einmündung des Stadtkanals in die Havel | (Fußgängerbrücke Stadtkanal) Brandenburg an der Havel | Die neue Fußgängerbrücke wurde im Rahmen der Vorbereitungen zur Bundesgartenschau 2015 gebaut und verbindet das Heinrich-Heine-Ufer mit den neuen Parkplätzen am Wiesenweg.                                                                                | Karten |

#### Oberwasser Schleuse Brandenburg
| Nummer | km    | Fotografie | Name der Brücke / Ort                                | Anmerkungen | Lage   |
| ------ | ----- | ---------- | ---------------------------------------------------- | --- | ------ |
| 10     | 55,40 |            | Schleusenbrücke Brandenburg Brandenburg an der Havel | Die Straßenbrücke führt die Krakauer Landstraße (L 91) über die Wasserstraße und das Oberhaupt der Schleuse Brandenburg. Sie ist eine Balkenbrücke aus Stahlbeton mit säulenartigen Mittelpfeilern auf der Spitze des Mitteldamms der Schleuse. | Karten |

Im Unterwasser der Schleuse Brandenburg teilt sich die Wasserstraße in die Beetzsee-Riewendsee-Wasserstraße und die Brandenburger Niederhavel:

#### Beetzsee-Riewendsee-Wasserstraße
nach Norden:
Die Beetzsee-Riewendsee-Wasserstraße (BRW) ist bis zur Pählbrücke eine Bundeswasserstraße der Wasserstraßenklasse IV, oberhalb der Brücke eine sogenannte sonstige oder nicht klassifizierte Binnenwasserstraße des Bundes und gehört zur Unteren Havel-Wasserstraße (UHW). Über die Beetzsee-Riewendsee-Wasserstraße führen drei Brücken. Als Streng werden besonders im Havelgebiet schmale, manchmal künstlich angelegte bzw. durch Erweiterung und Ausbau schiffbar gemachte kleinere Wasserstraßen zwischen natürlichen Seen bezeichnet.
| Nummer | km    | Fotografie                                                                         | Name der Brücke / Ort                        | Anmerkungen | Lage   |
| ------ | ----- | ---------------------------------------------------------------------------------- | -------------------------------------------- | --- | ------ |
| X      | 7,43  | Die Pählbrücke zwischen Radewege / Butzow und Mötzow                               | Pählbrücke Amt Beetzsee                      | Pählbrücke zwischen Radewege / Butzow und Mötzow (L 911) als Butzower Straße über den Streng zwischen beiden Becken des Beetzsees der Beetzsee-Riewendsee-Wasserstraße. | Karten |
| X      | 13,04 | ehemalige Eisenbahnbrücke der Westhavelländischen Kreisbahn, heute Fußgängerbrücke | (Feldwegbrücke) Roskow Amt Beetzsee          | Feldwegbrücke, nur für Fußgänger und Radfahrer (Storchenradweg) über den Lünower Streng, ehemalige Eisenbahnbrücke der Westhavelländischen Kreisbahnen.                 | Karten |
| X      | 18,11 | Päwesiner Straßenbrücke                                                            | Päwesiner Straßenbrücke Päwesin Amt Beetzsee | Straßenbrücke zwischen Päwesin und Bagow der L 912 über den Päwesiner Streng.                                                                                           | Karten |

#### Brandenburger Niederhavel
nach Süden:
Die Brandenburger Niederhavel (BHv) ist ein Teil der Unteren Havel-Wasserstraße und gleichzeitig ein Teil des Flusses Havel in der Stadt Brandenburg. Die Länge der Wasserstraße beträgt etwa acht Kilometer.
| Nummer | km        | Fotografie                                                                         | Name der Brücke / Ort                                            | Anmerkungen | Lage   |
| ------ | --------- | ---------------------------------------------------------------------------------- | ---------------------------------------------------------------- | --- | ------ |
| 1      | 56,86     | Homeyenbrücke                                                                      | Homeyenbrücke Brandenburg an der Havel                           | Die Homeyenbrücke verbindet die Mühlentorstraße mit dem Grillendamm über die Havel. | Karten |
| X      | 0,41 BrK  |                                                                                    | Domstrengbrücke Brandenburg an der Havel                         | Die Fußgängerbrücke, von den Einheimischen auch Himmelsbrücke genannt, führt über den nördlich der Dominsel gelegenen Domstreng, ein Nebengewässer der Niederhavel im Stadtgebiet. Er zweigt unterhalb der Homeyenbrücke etwa am Kilometer 57,00 nach Osten ab und ist knapp 500 Meter lang. Er wird durch den Mühlendamm mit der Krakauer Straße an der alten Burgmühle von der Nuhlenhavel und der Stadthavel getrennt. | Karten |
| X      | 56,79 UHW |                                                                                    | (Fußgängerbrücke über die Näthewinde) Brandenburg an der Havel   | Der südlich der Dominsel gelegene alte Havelarm, nur durch den Mühlendamm von der östlich fließenden Stadthavel getrennt, wird Näthewinde genannt. Der Abzweig des Nebengewässers befindet sich etwa am Kilometer 57,20. Über die Näthewinde führt eine Fußgängerbrücke zwischen der Hammerstraße und dem Domkietz auf der Dominsel. | Karten |
| 2      | 57,63     | Die Jahrtausendbrücke September 1929 · Jahrtausendbrücke 2010                      | Jahrtausendbrücke Brandenburg an der Havel                       | Die Jahrtausendbrücke verbindet die Brandenburger Alt- mit deren Neustadt. | Karten |
| X      | 57,90     | Gottfried-Krüger-Brücke                                                            | Gottfried-Krüger-Brücke linkes Ufer BHv Brandenburg an der Havel | Die Brücke, umgangssprachlich auch Bauchschmerzenbrücke genannt, überquert im Verlauf des Promenadenweges entlang des Heinrich-Heine-Ufers den Pumpergraben unmittelbar an seiner Mündung in die Niederhavel. Die auffällige Bogenform erhielt die Brücke wegen der notwendigen Passage von Frachtkähnen. Am Ende des schiffbaren Grabens befand sich eine Mostrichmühle und anderes kleines Gewerbe. Die kleinen Unternehmen nutzten früher den Transport auf dem Wasser. Aufgrund der unbequemen Passierbarkeit der Brücke, sie ist mit Stufen versehen, wurde 2014 ein ebener, paralleler Bypass neben der alten Brücke gebaut. | Karten |
| 3      | 58,23     | Luckenberger Brücke über die Brandenburger Niederhavel                             | Luckenberger Brücke Brandenburg an der Havel                     | Die Luckenberger Brücke, früher auch Neue Havel-Brücke genannt, führt die Luckenberger Straße über den Fluss. | Karten |
| X      | ca. 58,50 | Wredowbrücke über den Jakobsgraben in Sichtweite von der Brandenburger Niederhavel | Wredowbrücke linkes Ufer BHv Brandenburg an der Havel            | Die Wredowbrücke ist eine Balkenbrücke und führt die Wredowstraße über den Jakobsgraben in Brandenburg an der Havel. Der Jakobsgraben ist ein alter Havelarm. Entstanden ist an dieser Stelle um 1900 eine erste Klappbrücke mit stählernen Überbau da der Jakobsgraben schiffbar war. | Karten |
| 4      | 59,11     | Zentrumsringbrücke (B 1)                                                           | Straßenbrücke Zentrumsring Brandenburg an der Havel              | Die Bundesstraße 1 führt als Zanderstraße / Otto-Sidow-Straße über die Brücke. | Karten |
| 5      | 59,21     | Eisenbahnbrücke der Städtebahn                                                     | Eisenbahnbrücke Niederhavel Brandenburg an der Havel             | Die genietete stählerne Fachwerkbrücke ist ein Ersatzbau entstanden nach dem Zweiten Weltkrieg. Die Vorgängerbrücke wurde zum Ende des Krieges gesprengt. | Karten |

#### Silokanal
Der Silokanal (SiK) im Stadtgebiet von Brandenburg ist eine Teilstrecke der Bundeswasserstraße Untere Havel-Wasserstraße (UHW). Der Silokanal ist 5,25 km lang.
| Nummer | km    | Fotografie                         | Name der Brücke / Ort                             | Anmerkungen | Lage   |
| ------ | ----- | ---------------------------------- | ------------------------------------------------- | --- | ------ |
| 11     | 56,79 | Die Brielower Brücke von Osten     | Brielower Brücke Brandenburg an der Havel         | Die Brielower Brücke führt die Landesstraße 98 über den Kanal. Die Brielower Straße wird zur Brielower Landstraße. | Karten |
| 12     | 57,96 | Eisenbahnbrücke über den Silokanal | Roskower Eisenbahnbrücke Brandenburg an der Havel | Eingleisige Eisenbahnbrücke der ehemaligen Westhavelländischen Kreisbahnen. Weiterhin führt sie Fußgänger über den Kanal. | Karten |
| X      | 58,57 |                                    | Gördenbrücke alt Brandenburg an der Havel         | Bogenbrücken aus Stahl. Sie führte die Fernverkehrs- beziehungsweise Bundesstraße 102 zweispurig über den Silokanal. Auf der Fahrbahn waren Gleise der Straßenbahn Brandenburg verlegt.                                                                                              | Karten |
| 13     | 58,59 | Gördenbrücke                       | Gördenbrücke Brandenburg an der Havel             | Die Gördenbrücke ist eine zweigleisige Straßenbahn- und vierspurige Straßenbrücke aus Stahlbeton. Neben der Straßenbahn führt sie die Bundesstraße 102 über den Kanal. Sie wurde etwa 50 Meter unterhalb der alten Gördenbrücke errichtet.                                           | Karten |
| 14     | 59,86 | Eisenbahnbrücke                    | (Eisenbahnbrücke) Brandenburg an der Havel        | Die Stabbogenbrücke (Langerscher Balken) bringt die Eisenbahnstrecke Treuenbrietzen – Neustadt über den Kanal. Sie wurde an Stelle einer älteren stählernen Fachwerkbrücke 1999/2000 erbaut. Die Breite beträgt 10,55 Meter, die Höhe 17,60 Meter und die Bogenspannweite 105 Meter. | Karten |
| X      | 60,80 |                                    | (Rohrbrücke) Brandenburg an der Havel             | Die Brücke diente nur als Träger für mehrere Rohrleitungen und führte unter anderem eine Fernwärmeleitung über den Kanal. 1997 wurde sie ersatzlos abgerissen. Luftbild der Brücke auf der Seite der Abrissfirma                                                                     | Karten |
| 15     | 61,35 |                                    | Quenzbrücke Brandenburg an der Havel              | Die Quenzbrücke, manchmal auch Quenzseebrücke genannt, führt vierspurig die Bundesstraße 1 über den Silokanal. Auf der Brücke treffen sich die Magdeburger Landstraße und die Plauer Landstraße. Sie wurde im Jahre 1968 errichtet.                                                  | Karten |

### Untere Havel
Als Untere Havel führt die Wasserstraße vom Plauer See in mal mehr nördlicher, mal mehr westlicher Richtung am Pritzerber See und an den Städten Premnitz und Rathenow entlang in Richtung Havelberg.
| Nummer | km                                       | Fotografie                                                               | Name der Brücke / Ort                                   | Anmerkungen | Lage   |
| ------ | ---------------------------------------- | ------------------------------------------------------------------------ | ------------------------------------------------------- | --- | ------ |
| X      | 380,87 (linke Seite zum EHK)             | Neue Seegartenbrücke im Winter                                           | Seegartenbrücke Plaue (Brandenburg an der Havel)        | Die Seegartenbrücke gehört rechtlich als letzte Brücke zum Elbe-Havel-Kanal/Mittellandkanal. Sie befindet sich westlich des Übergangs des Wendsees zum Plauer See, also am Zusammentreffen zweier wichtiger Wasserstraßen, dem Elbe-Havel-Kanal und der UHW. Von 1954 bis 2005 hieß sie Rosa-Luxemburg-Brücke, benannt nach der Vertreterin der europäischen Arbeiterbewegung Rosa Luxemburg. | Karten |
| 16     | 68,02                                    | Plauer Brücke (alt)                                                      | Havelbrücke Plaue Plaue (Brandenburg an der Havel)      | Die Plauer Brücke, in den Schifffahrtskarten Havelbrücke Plaue (alte Brücke) genannt, führt über die Havel in Brandenburg an der Havel im Ortsteil Plaue. Die Brücke wird heute auch als Alte Plauer Brücke bezeichnet. 2002 wurde eine neue Brücke über die Havel eröffnet und die Plauer Brücke für den Fahrzeugverkehr gesperrt. | Karten |
| 17     | 68,30                                    | Havelbrücke B1 Plaue                                                     | Westhavellandbrücke Plaue (Brandenburg an der Havel)    | Mit Fertigstellung der Ortsumgehung der B1 wurde die neue Plauer Brücke im Jahre 2002 nach einer Bauzeit von 27 Monaten eingeweiht. Sie ist eine Hohlkastenbrücke, eine sogenannte Gevoutete Balkenbrücke. Die Hauptspannweite beträgt 70 Meter und die Gesamtlänge 240 Meter. Die Kosten für den Bau der Brücke betrugen etwa 3,8 Millionen Euro. | Karten |
| X      | 78,64 Pritzerber See, (rechtes Ufer UHW) | Eisenbahnbrücke Pritzerber See von der Havel aus                         | Eisenbahnbrücke Pritzerbe Pritzerbe                     | Die Verbindung von der Havel zum Pritzerber See ist durch einen Damm eingeengt. Über die schmale Durchfahrt führen zwei Brücken, eine Eisenbahnbrücke der Bahnstrecke Brandenburg–Rathenow und die Straßenbrücke der Bundesstraße 102 zwischen Pritzerbe und Fohrde. Der erste Spatenstich zum Bau der Brandenburger Städtebahn erfolgt am 19. März 1901 in Pritzerbe. Die Eröffnung der Bahnstrecke war am 25. März 1904. | Karten |
| X      | 78,65 Pritzerber See, (rechtes Ufer UHW) | Straßenbrücke (B 102) Pritzerbe                                          | Straßenbrücke Pritzerbe Pritzerbe                       | Über die Verbindung von der Havel zum Pritzerber See führen zwei Brücken, eine Eisenbahnbrücke der Bahnstrecke Brandenburg–Rathenow und die Straßenbrücke der Bundesstraße 102 zwischen Pritzerbe und Fohrde. Eine erste hölzerne Straßenbrücke nach Fohrde wurde 1895 über die schmale Wasserstraße zum See erwähnt. An dieser Stelle gab es etwa ab 1815 eine Fähre. Für den Brückenbau wurde die Wasserverbindung teilweise zugeschüttet. Geblieben ist nur die heutige Durchfahrtsbreite. Die heutige Straßenbrücke entstand 2012/13. | Karten |
| 18     | 82,07                                    | Schleusenbrücke Bahnitz                                                  | Schleusenbrücke Bahnitz Bahnitz / Milower Land          | Die neue Schleusenbrücke führt einen Wirtschaftsweg über das Unterhaupt (talseitiges Schleusentor) der Schleuse Bahnitz. | Karten |
| 19     | 92,90                                    | Milower Straße (L 963) zwischen Milow und Premnitz 2015 · Baustelle 2021 | Milower Straßenbrücke Milow / Milower Land              | Über die Balkenbrücke aus Stahlbeton führt die Milower Straße (L 963) zwischen Milow und Premnitz. Ab 2020 wird die Brücke erneuert. Während der Zeit des Neubaues der Brücke wird der Verkehr über eine Behelfsbrücke geführt. | Karten |
| 20     | 101,63                                   | Straßenbrücke Ortsumfahrung Rathenow                                     | (Straßenbrücke Ortsumfahrung Rathenow, B 188n) Rathenow | Mit der Entstehung der OU Rathenow wurde der Neubau der B 188n als letzter Abschnitt über ca. 2,4 Kilometer mit einer Brücke über die Havel erforderlich. Die Straßenbrücke entstand an der Stelle der ehemaligen Eisenbahnbrücke der Lehrter Bahn (Stammgleise) der DB Entstanden ist eine Stabbogenbrücke. Sie wurde im September 2010 fertiggestellt. Baubeginn war 2004. Die B 188 verläuft nun westlich von Rathenow bei Großwudicke an der Südseite der ICE-Strecke Berlin–Hannover entlang. | Karten |
| 21     | 101,67                                   |                                                                          | Eisenbahnbrücke Rathenow I Rathenow                     | Berlin-Lehrter Eisenbahn | Karten |
| 22     | 101,69                                   | ICE-Brücke Rathenow                                                      | Eisenbahnbrücke Rathenow II Rathenow                    | Berlin-Lehrter Eisenbahn | Karten |
| 23     | 103,56                                   | Friedensbrücke Rathenow                                                  | Friedensbrücke Rathenow Rathenow                        | Straßenbrücke der früheren B 188 über die Havel. Die Brücke führt die Genthiner Straße im Stadtgebiet über die Wasserstraße. Erbaut wurde sie 1954 und Anfang der 2010er Jahre komplett saniert. | Karten |
| 24     | 129,14                                   | Schleusenbrücke Garz                                                     | Schleusenbrücke Garz Garz                               | Wirtschaftsstraße mit einem Fußweg und einer Gesamtbreite von 6 m. | Karten |
| 25     | 131,65                                   | Strodehner Brücke                                                        | Strodehner Brücke Gemeinde Havelaue                     | Bei Strodehne quert die L 17 Friesack–Rhinow–Havelberg die Havel. An dieser Stelle gab es zwischen 1972 und 1999 nur eine Fähre. Die neue Stahlbogenbrücke wurde im Mai 1999 eingeschoben und am 20. November 1999 eingeweiht. Sie ersetzte eine frühere nach dem Zweiten Weltkrieg errichtete Behelfsbrücke, die 1971 abgerissen werden musste, ihre Widerlager blieben aber erhalten. Die Finanzierung des Neubaus war teilweise Streitpunkt zwischen den Bürgern der Stadt Havelberg und dem Land Brandenburg, zu dem die Brücke gehört. Schließlich konnten die Baukosten in Höhe von 5,8 Millionen DM zum größten Teil aus einem EU-Agrarfonds aufgebracht werden. | Karten |
| 26     | 145,48                                   | Sandauer Brücke                                                          | Sandauer Brücke Havelberg                               | Die in den Jahren 2007 bis 2009 erneuerte Sandauer Brücke ist eine Straßenbrücke im Stadtgebiet von Havelberg. Sie führt die Bundesstraße 107 über die Havel und wurde als Bogenbrücke mit mittiger Fahrbahn errichtet. Die Gesamtlänge beträgt 125 Meter. | Karten |
| X      | -                                        |                                                                          | (Sandauer Brücke/Havelbrücke) Havelberg                 | Die erste hölzerne Sandauer Brücke wurde bereits 1272 erwähnt. Eine weitere Datierung im Zusammenhang mit Lieferungen von Bauholz stammt von 1325. Sie war die erste feste Straßenverbindung vor dem Sandauer Tor nach Süden von der Stadtinsel. Zum Überspannen der Havel wurde eine kleine, nicht mehr vorhandene Insel genutzt. Der nördlich der Insel gelegene Brückenteil war als Zugbrücke angelegt. | Karten |
| X      | 145,78 (rechtes Ufer UHW)                | Fuß- und Radwegbrücke Havelberg                                          | Havelstegbrücke Havelberg                               | Die Havelstegbrücke, eine Fußwegbrücke, führt über die Einfahrt von der Havel zum Winterhafen in Havelberg, dem ehemaligen Frachhafen der Stadt mit Liegeplätzen für Fahrgastschiffe und Sportboote. | Karten |
| 27     | 146,94                                   |                                                                          | Schleusenbrücke Havelberg Havelberg                     | Schleusenbrücke über das Binnenhaupt der Schleuse Havelberg. | Karten |

### Brücken über Nebengewässer der Unteren Havel

#### Rathenower Havel
Als Rathenower Havel (RHv) werden die Havelarme Rathenower Havel, Wehrarm Hinterarche (auch genannt Große Archen), Wehrarm Vorderarche (auch genannt Kleine Archen), der Altarm Hellers Loch und der Rathenower Stadtkanal im Stadtgebiet von Rathenow bezeichnet. Die Rathenower Havel zweigt am Kilometer 102,50 des Hauptfahrwassers nach Osten ab und verläuft in einem Bogen um das historische Stadtgebiet, um nach etwa vier Kilometern das Hauptgewässer wieder zu erreichen. Am Kilometer 104,56 der Nebenwasserstraße befindet sich die Stadtschleuse Rathenow. Über den durchgängig befahrbaren Abschnitt der Havel und den Stadtkanal führen vier Brücken, davon zwei Fußgängerbrücken, die Weinbergbrücke und die Kirchbergbrücke.
Weitere vier kleinere Brücken gibt es über die durch Wehre abgesperrten und infolge nicht durchgängig befahrbaren Havelarme Wehrarm Hinterarche, Wehrarm Vorderarche und den Altarm Hellers Loch und eines Altarmes der Rathenower Havel im Stadtgebiet. Sie führen den Inselweg und den Mühlendamm zur Altstadtinsel am Mühlentor. Die alte Bundesstraße 188 passiert in Ost-West-Richtung das Stadtgebiet. Sie verläuft als Genthiner Straße von Osten kommend über die Hohe Brücke, welche die Steckelsdorfer Arche überspannt. Die Straße führt dann weiter als Schwedendamm über die Lange Brücke und quert einen weiteren alten Havelarm zur Steinstraße.
| Nummer | km                      | Fotografie                                                                            | Name der Brücke / Ort         | Anmerkungen | Lage   |
| ------ | ----------------------- | ------------------------------------------------------------------------------------- | ----------------------------- | --- | ------ |
| 1      | 103,30 Rathenower Havel | Weinbergbrücke · Die 348 Meter lange Weinbergbrücke                                   | Weinbergbrücke Rathenow       | Die 348 Meter lange Weinbergbrücke schwingt sich in einem Bogen über zwei Havelarme und den Altarm Hellers Loch. Sie verbindet den Weinberg als Naherholungsstätte der Stadt und den Optikpark als Anziehungspunkt für Besucher der Bundesgartenschau. Erbaut wurde die Brücke 2012/14 im Rahmen der Vorbereitungen für die Bundesgartenschau 2015 in der Havelregion. Die Weinbergbrücke ermöglicht einen weiten Blick in die Havellandschaft und auf das BUGA-Areal.                     | Karten |
| X      | Steckelsdorfer Arche    | Die Hohe Brücke über die Steckelsdorfer Arche                                         | Hohe Brücke Rathenow          | Die alte Bundesstraße 188 passiert in Ost-West-Richtung das Stadtgebiet von Rathenow. Sie verläuft als Genthiner Straße von Osten kommend über die Hohe Brücke, welche die Steckelsdorfer Arche überspannt. | Karten |
| X      | 104,31 Rathenower Havel | Lange Brücke Rathenow · Aussicht vom Balkon des alten Speichers auf die Lange Brücke. | Lange Brücke Rathenow         | Die ehemalige B 188 führt als Schwedendamm weiter über die Lange Brücke und quert einen weiteren Altarm der Rathenower Havel zur Steinstraße. | Karten |
| 2      | 104,35 Stadtkanal       | Kirchbergbrücke                                                                       | Kirchbergbrücke Rathenow      | Die 2002 fertiggestellte Kirchbergbrücke führt über den ehemaligen Stadthafen, den ursprünglichen Stadtgraben, heute Schleusenkanal, zum Kirchberg mit den Resten des alten Stadtkerns. Die Kirchbergbrücke ist eine Balkenbrücke aus Stahl und als Fuß- und Radwegbrücke gebaut. | Karten |
| 3      | 104,58 Stadtkanal       | Stadtschleusenbrücke über das Unterhaupt der Schleuse                                 | Stadtschleusenbrücke Rathenow | Seit der Mitte des 16. Jahrhunderts wird eine Schleuse im Stadtgraben und eine Brücke erwähnt. Der Neubau der Stadtschleusenbrücke wurde im Juli 2005 beendet. Sie führt über das Unterhaupt der Stadtschleuse, dem talseitigen Schleusentor. Während der Bauzeit wurde der Verkehr über eine Behelfsbrücke umgeleitet, die nach Beendigung der Bauarbeiten wieder abgerissen wurde. | Karten |
| 4      | 105,13 Stadtkanal       | Jederitzer Brücke, Straßenbrücke · Jederitzer Brücke, Fußgängerbrücke                 | Jederitzer Brücke Rathenow    | Die Jederitzer Brücke bildet seit dem Mittelalter den nördlichen Stadtausgang von der Rathenower Altstadtinsel; sie wurde bis 1885 als Zugbrücke und bis 1913 als Klappbrücke betrieben. Umbauarbeiten wurden im Lauf des Jahres 1912 begonnen. Im Interesse der Schifffahrt sollte ein Neubau als Hubbrücke entstehen. Die Brücke wurde in den 1990er Jahren restauriert, jedoch nicht der Hubmechanismus. Zur Jederitzer Brücke gehört ein separater Fußgängerüberweg mit Treppenstufen. | Karten |

#### Hohennauener Wasserstraße
Die Hohennauener Wasserstraße (HnW) mündet am Kilometer 111,85 der Unteren Havel, die zur Unteren Havel-Wasserstraße gehört, von Osten in den Fluss ein. Zuständig ist das Wasserstraßen- und Schifffahrtsamt Spree-Havel. Zur UHW gehört die Hohennauener Wasserstraße bis zum Kilometer 10,40, einschließlich Hohennauener Kanal, Hohennauener See und Ferchesarer See. Über die Wasserstraße führen zwei Brücken, die Straßenbrücke der B 102 und eine stählerne Fachwerkbrücke einer ehemaligen Eisenbahnstrecke. Früher verlief die Straße etwa 50 Meter weiter westlich im Verlauf der Alten Rathenower Straße über den Hohennauener Kanal.
| Nummer | km                      | Fotografie                                          | Name der Brücke / Ort                        | Anmerkungen | Lage   |
| ------ | ----------------------- | --------------------------------------------------- | -------------------------------------------- | --- | ------ |
| 1      | 1,50 Hohennauener Kanal | ehemalige Eisenbahnbrücke Hohennauen                | Eisenbahnbrücke Hohennauen/Gemeinde Seeblick | Westlich der Straßenbrücke befindet sich eine stählerne Fachwerkbrücke einer ehemaligen Eisenbahnstrecke. Die Strecke führte von Rathenow nach Wittstock/Dosse. | Karten |
| 2      | 1,60 Hohennauener Kanal | Straßenbrücke Hohennauen · Straßenbrücke Hohennauen | Straßenbrücke Hohennauen/Gemeinde Seeblick   | Die 2005 neugebaute Straßenbrücke führt die Rhinower Straße (B 102) von Rathenow nach Hohennauen über den Hohennauener Kanal.                                   | Karten |

#### Stadtgebiet Havelberg
Ab 1900 entwickelte sich die Stadt zu einem beliebten Winter- und Feierabendhafen für die Binnenschifffahrt zwischen Hamburg und Berlin. Mit der Verlegung der Havelmündung, dem Bau der Schleuse Havelberg und dem Aufschütten der Spülinsel in den Jahren von 1933 bis 1936 änderte sich die Wasserstraßensituation im Stadtgebiet. Von bzw. zur Altstadtinsel führen vier Brücken, die Sandauer Brücke nach Süden über das Hauptfahrwasser der Havel, die Dombrücke nach Osten und die Steintorbrücke nach Norden über den Stadtgraben. Am Südende der Altstadt beginnt in westlicher Richtung die Havelstegbrücke als Fuß- und Radwegbrücke zur Spülinsel. Diese künstliche Insel wiederum ist über eine kleine Straßenbrücke mit dem übrigen Stadtgebiet verbunden.
| Nummer | km                                                     | Fotografie                                | Name der Brücke / Ort            | Anmerkungen | Lage   |
| ------ | ------------------------------------------------------ | ----------------------------------------- | -------------------------------- | --- | ------ |
| X      | − Stadtgraben                                          | Holzbrücke vor 1998 · Dombrücke Havelberg | Dombrücke Havelberg              | Bereits 1429 wurde schriftlich von einer Kahnfähre über den Stadtgraben berichtet. Anstelle der heutigen Dombrücke gibt es nachweisbar seit dem Mittelalter eine feste Verbindung über den alten Havelarm, erwähnt wurde sie erstmals 1691. Die damaligen Holzbrücken mussten fast immer nach spätestens dreißig Jahren Nutzungsdauer erneuert werden. 1924 begann man mit der Errichtung einer massiven Stahlbetonbrücke, die nach zweijähriger Bauzeit eingeweiht wurde. Die Brücke wurde am Kriegsende 1945 gesprengt und die Trümmer wurden 1948 mit einer Holzkonstruktion überbaut. 1957 wurden diese Brückenteile entfernt und es entstand wieder eine Holzbrücke, welche 1983 noch einmal durch eine hölzerne Brücke ersetzt wurde. Beide Holzbrücken wurden im Rahmen des Ausbildungsprogrammes durch das Pontonregiment 3 der NVA erbaut. 1998 entstand die heutige Stahlbetonbrücke. | Karten |
| X      | − Stadtgraben                                          |                                           | Steintorbrücke Havelberg         | Die Steintorbrücke wurde 1692 erstmals schriftlich erwähnt. Es darf davon ausgegangen werden, dass an dieser wichtigen Straßenverbindung zum Steintor schon früher ein Havelübergang bestand. | Karten |
| X      | − Graben zwischen Winterhafen und Havelmündungsstrecke | Brücke zur Spülinsel Havelberg            | (Brücke zur Spülinsel) Havelberg | In den 1950er Jahren entstand eine hölzerne Behelfsbrücke, die den Zugang zu den sich auf der Insel etablierenden Sportvereinen ermöglichte. Diese Holzbrücke wurde im Rahmen des Ausbildungsprogrammes durch das Pontonregiment 3 der NVA erbaut. Anfang der 1990er entstand die heutige Betonbrücke. | Karten |

#### Havelmündungsstrecke und Gnevsdorfer Vorfluter
Die Mündungsstrecke Untere Havel (MUH), auch Havelmündungsstrecke genannt, zweigt etwa am Kilometer 145,80 der UHW ab und ist etwa 11,50 Kilometer lang. Drei Brücken führen über das Gewässer. Der Gnevsdorfer Vorfluter ist ein etwa 11 km langer Kanal zwischen der Havel und der Elbe. Er ist ein künstlicher Havelabfluss und dient der Verlegung des Rückstaupunktes der Havel flussabwärts. Zu diesem Hochwasserschutzsystem gehören die vier Wehre bei Quitzöbel (Altarm- und Durchstichwehr), Neuwerben und Gnevsdorf sowie die Schleuse Havelberg. Über den Gnevsdorfer Vorfluter führt eine Brücke. Beides sind Landesgewässer.

## Karten und Bilder zur Erläuterung

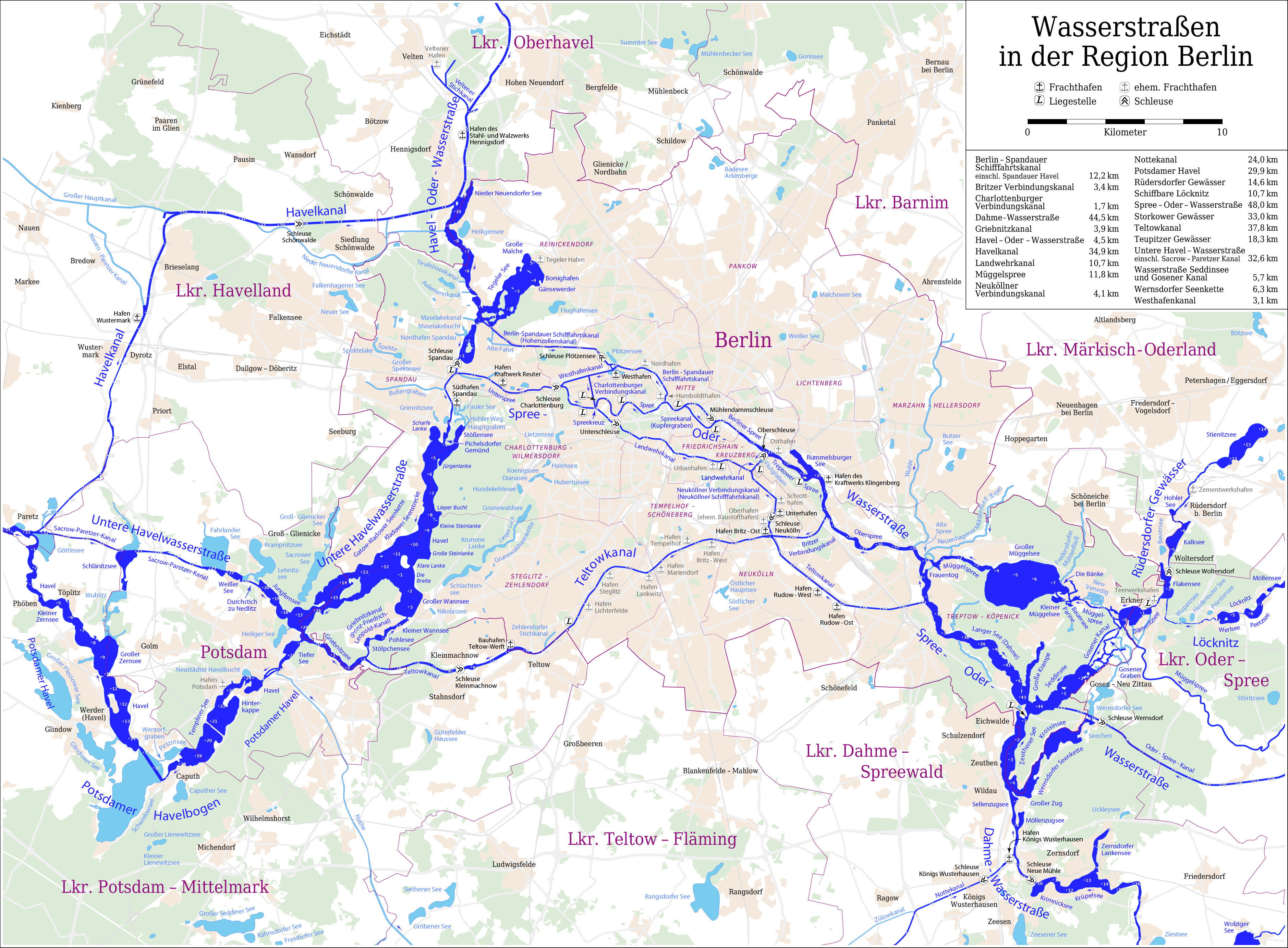
Lauf der UHW ab Spreemündung
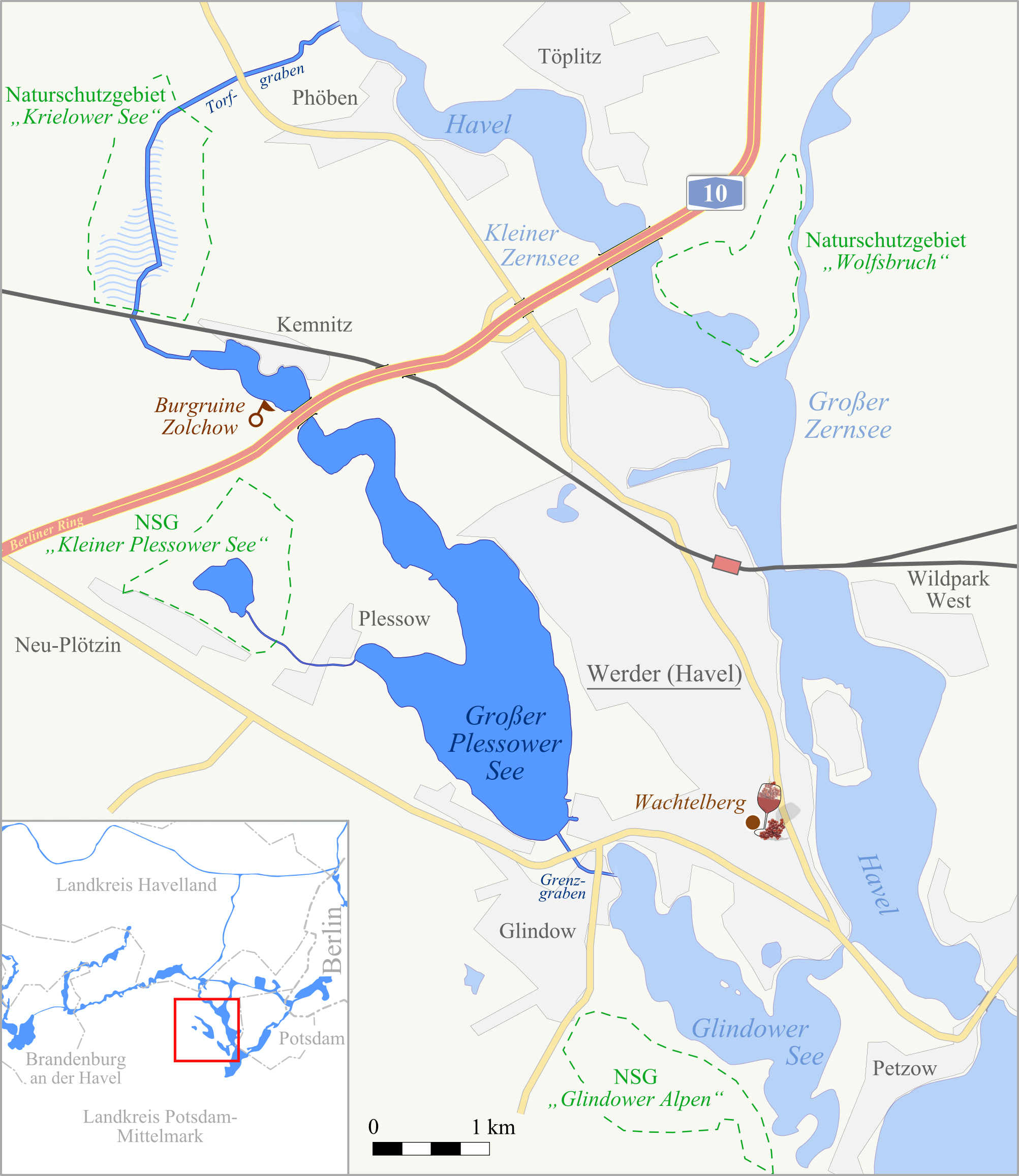
Potsdamer Havel
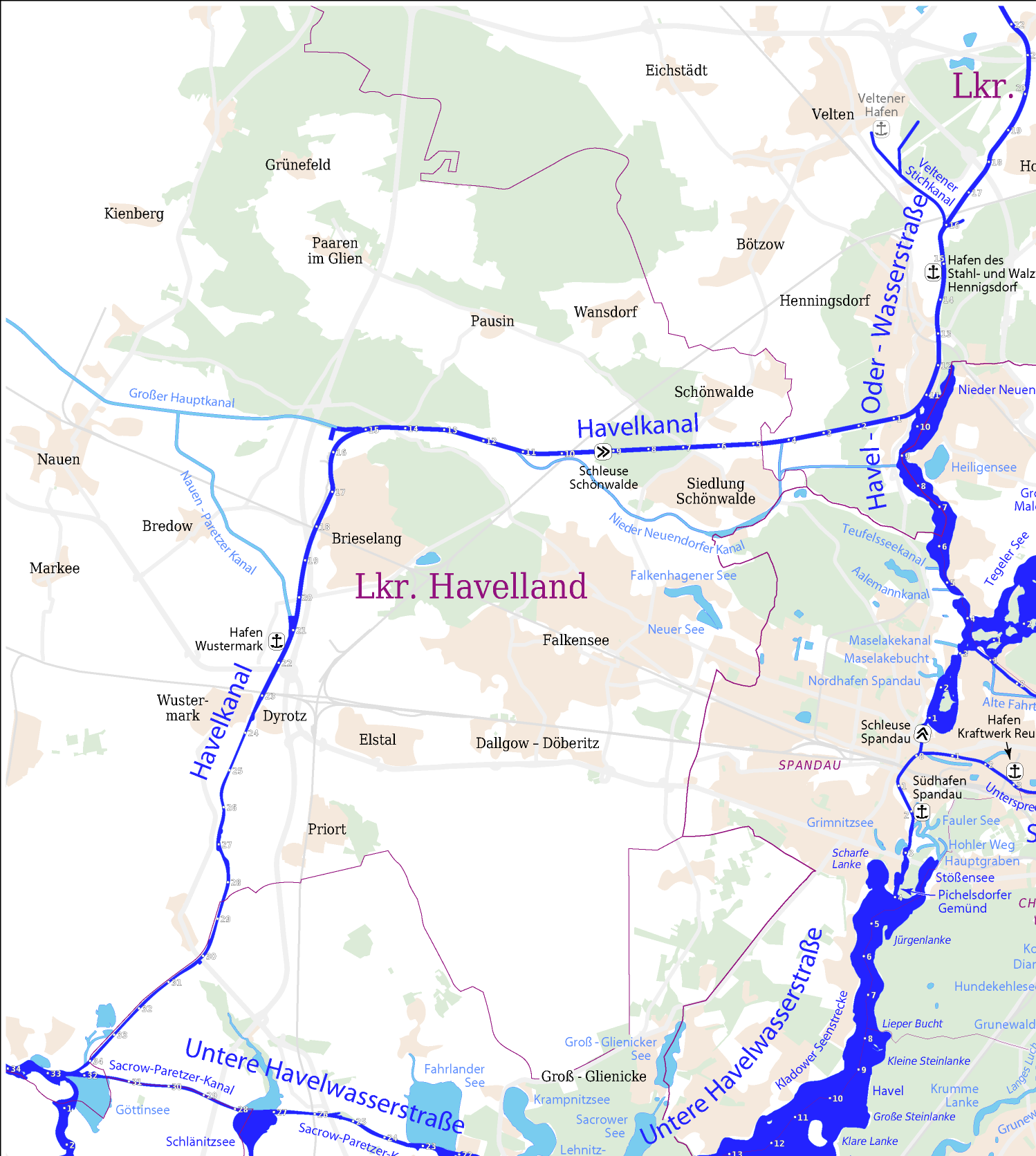
Verlauf des Havelkanals
Beetzseerinne
Gemeinde Päwesin mit seinen Gewässern
Brücken am Pritzerber See
Wasserstraßen und Brücken im Stadtgebiet Rathenow
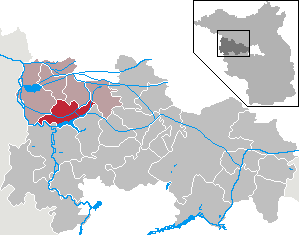
Hohennauen in der Gemeinde Seeblick

## Karten
- Folke Stender: Redaktion Sportschifffahrtskarten Binnen 1. Nautische Veröffentlichung Verlagsgesellschaft, ISBN 3-926376-10-4.
- W. Ciesla, H. Czesienski, W. Schlomm, K. Senzel, D. Weidner: Schiffahrtskarten der Binnenwasserstraßen der Deutschen Demokratischen Republik 1:10.000. Band 4. Herausgeber: Wasserstraßenaufsichtsamt der DDR, Berlin 1988; OCLC 830889996.